# عبد العزيز الخياط (فلسطيني)
عبد العزيز الخياط (1924-2011) هو سياسي وكاتب فلسطيني ولد في مدينة نابلس، أنهى الإعدادية في المدرسة الهاشمية والثانوية من المدرسة الثانوية في نابلس، ونال شهادة العالمية في الشريعة الإسلامية من جامعة الأزهر عام 1941، حاصل درجة البكالوريوس في اللغة العربية واللغات السامية من جامعة القاهرة عام 1947، ودرجة الدكتوراه في الفقه المقارن من جامعة الأزهر عام 1969.

## حياته المهنية
عمل في مجال التدريس في مدرسة إربد الثانوية وفي كلية الحسين في عمان بين عامي (1950-1960)، ثم مفتشاً في وزارة التربية والتعليم وترأس قسم المناهج المدرسية في الفترة الواقعة ما بين (1962-1964)، كما تولى عمادة كلية الشريعة في الجامعة الأردنية ما بين عامي (1971-1973). شغل منصب وزير الأوقاف والشؤون والمقدسات الإسلامية في الحكومة الأردنية خمس مرات، ونائباً لرئيس المجمع الملكي لبحوث الحضارة الإسلامية (مؤسسة آل البيت). انتمى الخياط لجمعية الشبان المسلمين في القاهرة وإلتحق بجماعة الإخوان المسلمين وهو في الأزهر عن طريق الشيخ عبد المعز عبد الستار وتولى أمانة سرها، وممثلاً لرابطة العلماء وعن جماعة الإخوان المسلمين، ثم انتقل إلى حزب التحرير فور تأسيسه وكان من رموزه في الأردن، لكنه تركه بداية الستينيات.
كان عضو في عدة جهات أهمها مجلس الأعيان الأردني ومجمع الفقه الإسلامي في جدة، والمجلس الأعلى للشؤون الإسلامية في القاهرة، والمركز الدولي الإسلامي للدراسات السكانية التابع لمنظمة الأمم المتحدة للتربية والعلوم والثقافة (اليونسكو)، ومجلس التعليم العالي في الأردن وقسم الإتصال بالعالم الإسلامي التابع للمركز العام للإخوان في القاهرة.
اعتقله الأمن الأردني مرتين بسبب نشاطه السياسي، كانت الأولى بين عامي (1953-1954)، والثانية عام 1957 وسجن فيها لمدة ثلاث سنوات، وعاش لاجئاً سياسياً في لبنان.

## إسهاماته
له إسهامات كثيرة أهمها تأسيس قسم المناهج المدرسية في وزارة التربية والتعليم، وتأسيس كلية الشريعة في الجامعة الأردنية، كما ساهم في تأسيس رابطة العلماء في مدينة نابلس وشارك في أعمال اللجنة التنفيذية للاتحاد الوطني في الأردن.

## أعماله
شارك في العديد من المؤتمرات العلمية داخل الأردن وخارجها، وأصدر مجلة الوعي الإسلامي والتي صدر منها سبعة أعداد. له أكتر من سبعين كتاباً منشوراً في أغلب العلوم الإسلامية منها:
- ظلال المجد (من التاريخ الإسلامي).
- طرق الإستدلال بالسنة والإستنباط منها.
- المجتمع المتكامل في ظل الإسلام .
- حكم العقم في الإسلام.
- مناهج الفقهاء.
- حقوق الإنسان والتمييز العنصري في نظر الإسلام.
- اليهود وخرافاتهم حول أنبيائهم والقدس.
- النظام السياسي في الإسلام.

## وفاته
توفي في عمان في الثاني والعشرين من تشرين الثاني عام 2011.